# 同姓九王
同姓九王，汉初刘邦分封的刘氏子弟封国国王，共有齐、楚、吴、淮南、燕、赵、梁、代、淮阳九个。
1. 齐王刘肥
2. 楚王刘交
3. 吳王刘濞
4. 淮南王刘长
5. 燕王刘建
6. 赵王刘如意
7. 梁王刘恢
8. 代王刘恒
9. 淮阳王刘友